# Benny Hinn

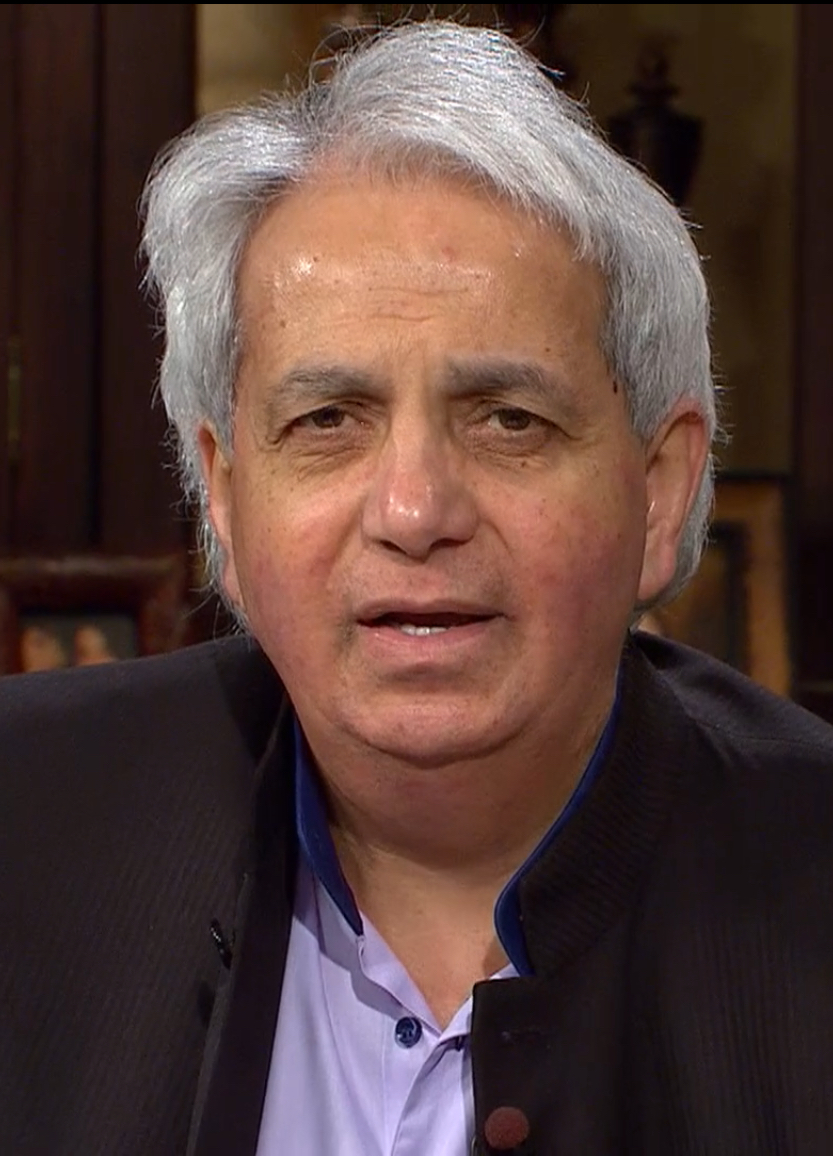
Benny Hinn, 2019

Toufik Benedictus „Benny“ Hinn (* 3. Dezember 1952 in Tel Aviv-Jaffa, Israel unter dem Namen Muchel ibn Harum, arabisch توفيق بندكتوس "بني" الحن) ist ein US-amerikanischer Fernsehprediger, international bekannt durch seine regelmäßigen Miracle Crusades, die als evangelistische Großveranstaltungen in großen Stadien in den Metropolen der USA stattfinden. Sie werden unter dem Titel This Is Your Day auch weltweit im Fernsehen verbreitet.

## Kindheit und Lebensweg
Benny Hinn hat einen palästinensischen Vater und eine armenische Mutter. Die Familie besuchte die griechisch-orthodoxe Kirche. Über seine Kindheit äußert er, dass sein Vater Bürgermeister von Jaffa gewesen sei und dass er selbst als Kind durch Stottern sozial isoliert gewesen, später aber dennoch ein erstklassiger Student geworden sei. Diesen Aussagen haben Kritiker später widersprochen.
Hinn schreibt, dass er am 21. Dezember 1973 einen „Wundergottesdienst“ unter der Leitung der Evangelistin Kathryn Kuhlman besuchte. Er traf sie zwar nie persönlich, besuchte aber oft ihre Gottesdienste und zitiert sie häufig.
1983 gründete Hinn das Orlando Christian Center. Im Jahr 1999 übergab er die Kirchenleitung (heute World Outreach Center) an Clint Brown und zog nach Grapevine in Texas, einem Vorort von Fort Worth. Er blieb Inhaber der eingetragenen Marke „World Outreach Center Benny Hinn Ministries“, mit der Browns Kirche später fusionierte. Die Ehe zwischen Benny Hinn und Suzanne Harthern wurde 2010 geschieden und er lebt in Dana Point, Kalifornien. Am 3. März 2013 heirateten sie erneut.

## Predigtdienst und Theologie
Benny Hinn predigt und proklamiert Wunderheilungen. Er ist Autor einer Reihe von Bestsellern auf dem christlichen Buchmarkt. Seine Fernsehsendung This Is Your Day zählt zu den weltweit meistgesehenen Sendungen im christlichen Fernsehen. In Europa wird sie über Daystar und God TV (jeweils Astra) verbreitet, in den USA und anderen Teilen der Welt über die amerikanischen Sender Trinity Broadcasting Network, Revelation TV, The Christian Channel, Vision-TV und INSP Networks. Hinn veranstaltet regelmäßig Großevangelisationen in Sportstadien der großen Weltmetropolen.
Hinns Lehren basieren auf der Wort-des-Glaubens-Bewegung und ihrem Bekenntnis zur Irrtumslosigkeit der Bibel, zum aktuellen Handeln des Heiligen Geistes und zu den Geistesgaben wie Zungenrede, Heilung, Dämonenaustreibung und in der Folge finanzieller Wohlstand. Lehre und Praxis der theologischen Auslegung und des Gebets entsprechen aber nur teilweise den gemeinsamen Bekenntnissen und Werten anderer Kirchen und Freikirchen.
Während Hinns Lehre unter charismatischen Gemeinden teilweise akzeptiert wird, gibt es in anderen Kirchen viele Vorbehalte gegenüber diesen besonderen Überzeugungen. Hinns Kritiker verweisen insbesondere auf einen Mangel an finanzieller Transparenz seines Missionswerks und seines eigenen Einkommens und bezweifeln die proklamierten Wunderheilungen in seinen Veranstaltungen.

## Privatleben
Hinn war seit 1979 mit Suzanne Harthern verheiratet. Sie haben vier gemeinsame Kinder.
Am 23. Juli 2010 berichtete das amerikanische Boulevardmagazin The National Enquirer von einer angeblichen Affäre Benny Hinns mit der Fernsehpredigerin Paula White, was die beiden umgehend dementierten. Das Magazin veröffentlichte Fotos, auf dem die beiden Hand in Hand ein Hotel in Rom verlassen.
Bereits im Februar wurde bekannt, dass Hinns Ehefrau aufgrund „unüberbrückbarer Differenzen“ die Scheidung eingereicht habe. Hinn, der in denselben Presseberichten für seine „Wunderkreuzzüge“ und seinen verschwenderischen Lebensstil kritisiert wird, gab an, der Grund für die überraschende Scheidung sei nicht in einer moralischen Verfehlung zu sehen. Für die Anhänger von Hinn, der bis dahin stets die Treue und Unauflösbarkeit der Ehe lehrte, sei die Scheidung nach Auffassung von J. Lee Grady, Redakteur des Magazins Charisma, eine niederschmetternde Nachricht. Grady äußert trotz Hinns Dementi, „dass sich dieser neue Scheidungsfall einer Reihe von Scheidungen und moralischen Verfehlungen führender populärer Charismatiker seit 2006“ anschließe, offenbar ein Seitenhieb auf Ted Haggards Sexskandal im Jahr 2006. Am 3. März 2013 heirateten Benny Hinn und Suzanne Harthern erneut.
Im Juli 2024 reichte Suzanne jedoch erneut die Scheidung ein, diesmal vor dem Hillsborough County Court in Tampa, Florida.
Sein Privatvermögen wird auf 60 Millionen US-Dollar geschätzt.

## Kritik und Kontroversen
Hinn hat eine Reihe von Ereignissen für die 1990er Jahre prophezeit, die sich nicht bewahrheiteten, darunter die Prophezeiung, Gott werde im Jahr 1995 die Homosexualität in Amerika vernichten, Fidel Castros Tod, die Wahl der ersten Präsidentin der USA, die Verwüstung der Ostküste der USA durch Erdbeben und andere Ereignisse. All das hätte vor dem dritten Jahrtausend geschehen sollen. 1999 behauptete Hinn im Sender Trinity Broadcasting Network, Gott habe ihm eine Vision gegeben, dass Tausende von Toten nach dem Ansehen der Fernsehsendung auferstehen und ihre Hände aus dem Bildschirm heraus ihren lebenden Verwandten herausreichen würden; der Sender sei „eine Verlängerung des Himmels von der Erde“. Hinn behauptete auch, Adam sei wie ein Supermann zum Mond geflogen, Gott habe das Rote Meer mit seinem Atem erstarrt, als er es teilte, und Christus sei im Jahr 2001 während einer Evangelisation in Nairobi (Kenia) persönlich in Erscheinung getreten.
René Lieberherr, einer der Mitorganisatoren des „Euro Crusade“ (Europa-Großevangelisation) im November 1993, wandelte sich während der Veranstaltung in Basel, obwohl selbst Charismatiker, vom Hinn-Begeisterten zum Skeptiker. Nach einer halbstündigen Opferpredigt wurde er Augenzeuge, wie Hinns Mitarbeiter mit den Gebetsanliegen der Gläubigen umgingen:

„Sie rissen die Couverts auf […] Die Couverts schmissen sie sogleich in Kehrichtsäcke; egal, ob mit oder ohne draufgeschriebene Gebetsanliegen. Auch die vielen beigelegten persönlichen Briefe wanderten direkt in den Abfall. Ich habe das mit eigenen Augen gesehen, und es gab noch weitere Augenzeugen. Die Versprechung, dass über all diesen Anliegen gebetet würde, wurden in keiner Sekunde eingehalten. Später sah ich die Container, in welchen die Abfallsäcke mit all diesen Couverts deponiert waren, draussen stehen. Die Besucher wurden in diesem Punkt komplett betrogen.“

Lieberherr ist einer der wenigen, die von Hinns Leibwächtern nicht abgeschirmt wurden, und zieht über seinen persönlichen Kontakt mit Hinn folgendes Fazit:

„Ich hatte von Hinn als Mensch mehr erwartet. Wenn er vor dir stand, kam dir nichts entgegen. Das Ganze war eben ein eingeübtes Schauspiel; eine Show, die bestens funktionierte. Auf ein Fingerzeichen von Hinn – das sieht sonst niemand; nur ich konnte es von hinten sehen – begann der Pianist jeweils zu spielen. Sobald Hinn die Finger hob, wurde das Piano lauter. Kurzum: Das Piano begleitete Wunder, die nicht stattfanden.“

Lieberherr berichtet weiter von einer Lüftung, die als „Wehen des Heiligen Geistes“ eingeschaltet wurde; ein Leukämieerkrankter starb zwei Tage nach seiner angeblichen „Wunderheilung“ und weitere Vorfälle.
Im April 2001 sendete HBO die Dokumentation A Question of Miracles über Hinn. Der Direktor Antony Thomas sagte gegenüber CNN, dass sie keinen Fall gefunden hätten, in denen ein Mensch tatsächlich – wie behauptet – von Hinn geheilt worden sei. Thomas erzählte der New York Times über Hinns Behauptungen: „Hätte ich Wunder gesehen, hätte ich das gerne in die Welt posaunt. […] Aber im Nachhinein denke ich, sie schaden dem Christentum mehr als die überzeugten Atheisten.“
2002 schrieb Joe Nickell einen kritischen Artikel über Hinns Anspruch, Wunderheilungen anzubieten. Nickell zitierte Kritik, wonach die Wunder Hinns nicht durch unabhängige Beobachter dokumentiert würden, und sagte: „Es besteht die Gefahr, dass die Menschen glauben, sie seien geheilt worden, und daraufhin lebensnotwendige medizinische Betreuung absetzen.“
Im März 2005 veröffentlichte Ministry Watch, eine unabhängige evangelische Organisation christlicher Missionswerke für finanzielle Transparenz und Effizienz, die potentielle Spender berät, einen Bericht über einen Spendenaufruf, der besagt, dass „die exorbitanten Ausgaben der Familie Hinn davon zeugen, dass BHM (Benny Hinn Ministries) weit mehr Geld zur Verfügung steht, als es zur Erfüllung seines Dienstes braucht“. Benny Hinn Ministries ist nicht Mitglied des evangelischen Rats für finanzielle Rechenschaftspflicht.
Im November 2006 deckte der Fernsehsender CBC unter dem Titel Do You Believe in Miracles mutmaßliche Manipulationen Hinns auf. Mit Hilfe versteckter Kameras und Augenzeugen aus dem Mitarbeiterkreis der Großevangelisationen versuchten die Produzenten der Show die Veruntreuung von Spendengeldern aufzuzeigen und die Wahrheit über die „Wunderheilungen“ aufzudecken, indem gezeigt wurde, wie Hinns Mitarbeiter aus dem Publikum Zuschauer auswählen. Nach der Show wird gezeigt, wie angeblich geheilte Schwerbehinderte interviewt und dann auf die Bühne geholt werden. Stattdessen handelt es sich um Suggestivheilungen von Personen mit nur geringfügigen Einschränkungen. Benny Hinn behauptet, Arztberichte der Gläubigen zu haben, die besagten, die Patienten seien geheilt. Doch nach der Show konnte keiner dieser Ärzte eine solche Spontanheilung bestätigen. CBC berichtete außerdem, Menschen mit offensichtlichen Behinderungen wie z. B. einer Querschnittslähmung, seien von Hinns Mitarbeitern nicht auf die Bühne gelassen worden.
Im Dezember 2006 richtete BHM einen Spendenaufruf an seine Unterstützer mit der Bitte, die Anschaffung eines neuen G4SP Gulfstream-Jets (Geschäftsreiseflugzeug) im Wert von schätzungsweise 36 Millionen Dollar zu unterstützen, für dessen Unterhalt und Betrieb Kosten über 600.000 Dollar jährlich anfallen.
Am 20. April 2017 durchsuchten Agenten der Internal Revenue Service das Hauptquartier von Benny Hinn Ministries in Grapevine, Texas. Die Agenten der Finanzsteuerbehörde hätten das Gebäude durchsuchen lassen, dabei seien die Mitarbeiter von Benny Hinn Ministries kooperativ gewesen. Im Jahr 2007 wurde er mit sieben weiteren Fernsehpredigern Teil einer Untersuchung, welche durch den U.S. Senat beauftragt wurde. Der Senator Chuck Grassley (R) hielt die private Verwendung für in Kircheneigentum befindliche Privat-Jets, luxuriöse Häuser und Kreditkarten einiger Pastoren für bedenklich. Aus der Untersuchung konnten Erkenntnisse gewonnen werden, das Ziel der Untersuchung sei es aber nicht gewesen, Steuerbetrug nachzuweisen, so die Sprecherin von Grassley.
Nachdem im Juli 2019 sein Neffe Costi Hinn ein Buch mit dem Titel „Gott, Gier und das (Wohlstands-)Evangelium“ veröffentlicht hat, worin beschrieben wird, wie die Familie des Fernsehpredigers durch die Verkündung des Wohlstandsevangeliums und angebliche Wunderheilungen Millionen verdient habe und Menschen mit Wohlstandsversprechen über Jahre ausgenutzt wurden, will Hinn nun seine Theorie vom Wohlstandsevangelium korrigieren und nicht mehr um bestimmte Geldbeträge bitten. Der Segen Gottes, Wunder und Wohlstand seien nicht käuflich.

## Zitate
Die folgenden Textstellen aus Hinns Büchern zeigen beispielhaft dessen Sonderlehren auf:
- „Volk Gottes, wir dürfen nie so glaubenszerstörende Worte wie ‚Wenn es Dein Wille ist, Herr …‘ aussprechen, … ich bin Er (Jesus)! … Das Wort ist in mir Fleisch geworden! … Du bist ein kleiner Gott auf Erden …!“[29]
- „Aber ich möchte, daß Sie folgendes wissen: Nach Erlösung, nach Taufe mit Wasser, nach Erfüllung mit dem Heiligen Geist wartet die ‚dritte Person der Dreieinigkeit‘ darauf, Ihnen persönlich zu begegnen. Er sehnt sich nach einer lebenslangen Beziehung.“[30]
- „Ich glaube … daß der Heilige Geist seine Gegenwart in körperlicher Form offenbaren kann, wobei er trotzdem ohne Begrenzung und völlig allgegenwärtig bleibt.“[30]
- „Wäre der Heilige Geist nicht bei Jesus gewesen, dann ist es wahrscheinlich, daß er gesündigt hätte … Der Heilige Geist war die Kraft, die ihn rein erhielt. Er war nicht nur vom Himmel gesandt, sondern er wurde auch der Menschensohn genannt – und als solcher war er auch der Sünde fähig … Ohne den Heiligen Geist hätte Jesus es auch nie geschafft.“[30]
- „Ich erlebte auf überraschende Weise, wie ein einfacher Wink mit dem Arm so viel Kraft verbreitete, daß Menschen unter der Salbung zu Boden fielen. Oft blies sogar ein einfaches Atmen die Menschen um wie Streichhölzer. In jedem Fall, in dem Gottes Kraft auf ungewöhnliche Weise offenbar wurde, bemerkte ich eine gewisse Taubheit auf meiner Hand.“[31]

## Bücher

### Von Benny Hinn
In deutscher Sprache erschienene Bücher:
- Guten Morgen, Heiliger Geist, ASAPH 18. August 2003 (9. Aufl.), ISBN 3-935703-29-5 (Taschenbuch)
- Willkommen, Heiliger Geist, ASAPH 1996, ISBN 3-89490-105-5 (Originalausgabe: Welcome, Holy Spirit, Nelson Books, ISBN 0-7852-7169-4)
- Das Blut Jesu Christi, One-Way-Verlag Wuppertal 1993, ISBN 3-927772-58-5 (Originalausgabe: The Blood, Charisma House, ISBN 0-88419-763-8)
- Salbung – Die Kraft des Heiligen Geistes, Projektion J, Wiesbaden 1993, ISBN 3-925352-79-1 (Originalausgabe: The Anointing, Nelson Books, ISBN 0-7852-7168-6)
- Steh auf und sei geheilt, ECT-Verlag, ISBN 90-801620-2-7.
- Herr, ich brauche ein Wunder!, Projektion J, Wiesbaden 1993, ISBN 3-89490-017-2 (Originalausgabe: Lord, I Need a Miracle, Thomas Nelson Inc., ISBN 0-8407-6251-8)

Weitere Bücher:
- Hinn, Kathryn Kuhlman: Her Spiritual Legacy and Its Impact on My Life W Pub Group. ISBN 0-7852-7888-5.
- He Touched Me an Autobiography. Nelson Books. ISBN 0-7852-7887-7.
- This Is Your Day for a Miracle Orlando, FL: Creation House. ISBN 0-88419-391-8.
- The Biblical Road to Blessing Nashville, Tenn: Thomas Nelson Inc. ISBN 0-7852-7517-7.
- Miracle Of Healing Nashville, Tenn: J. Countryman. ISBN 0-8499-5399-5.
- Going deeper with the Holy Spirit Benny Hinn Ministries. ISBN 1-59024-039-1.